# Andrus Ansip
 (juin 2024).
Si vous disposez d'ouvrages ou d'articles de référence ou si vous connaissez des sites web de qualité traitant du thème abordé ici, merci de compléter l'article en donnant les références utiles à sa vérifiabilité et en les liant à la section « Notes et références ».
Andrus Ansip, né le 1er octobre 1956 à Tartu, alors en RSS d'Estonie, est un homme d'État estonien, membre du Parti de la réforme d'Estonie (ER).
Il est maire de Tartu entre 1998 et 2004, puis ministre des Affaires économiques.
Élu président du Parti de la réforme en 2004, il devient Premier ministre en 2005. En 2007, il est le premier chef de gouvernement sortant à obtenir un second mandat après avoir remporté les élections législatives. Il forme ensuite une coalition avec l'Union de la patrie et Res Publica (IRL) et le Parti social-démocrate (SDE), dont ce dernier se retire en 2009. Il remporte un troisième mandat en 2011, et reconduit son alliance avec IRL.
En 2014, ayant établi le record de longévité depuis l'indépendance du pays, il annonce sa démission. Il est ensuite désigné vice-président de la Commission européenne, délégué au Marché unique numérique, et occupe ce poste cinq ans.

## Biographie

### Formation
Il termine ses études secondaires à Tartu en 1974, puis commence ses études supérieures à l'université de la ville. Il en ressort diplômé en chimie organique cinq ans plus tard.
De 1987 à 1989, il étudie l'agronomie à l'académie estonienne d'agriculture.
Il a également suivi un cours de management à l'université York de Toronto en 1992, et une formation au British Council en 2000.

### Carrière universitaire
Entre 1979 et 1981, il est chef ingénieur de la chaire de chimie organique de l'université d'État de Tartu.
Ayant accompli ses deux ans de service militaire dans la Flotte baltique à partir de 1981, il revient à l'université et travaille, toujours comme chef ingénieur, à l'Institut des pathologies générales et moléculaires de 1983 à 1987.
À partir de 1986, il devient pour deux ans chef du département de l'Organisation du département industriel du comité de district de Tartu du Parti communiste d'Estonie.

### Homme d'affaires
À la suite de la perestroïka, Andrus Ansip se lance dans les affaires et prend la tête du bureau régional de la coentreprise Estkompexim à Tartu entre 1989 et 1993. Cette année-là, il est nommé membre du comité de management et directeur général d'« AS Rondam », et membre du directoire de la banque Rahvapank de Tartu pour deux ans. Il quitte la direction d'AS Rondam dès 1994.
Cette même année, il devient simultanément chef de la succursale de la Banque sociale estonienne à Tartu et chef adjoint de la succursale de la Banque estonienne du Nord, également à Tartu, pendant deux ans, ainsi que président de Radio Tartu et chargé des faillites à la Banque commerciale de Tartu jusqu'en 1998.
De 1995 à 1996, il occupe les présidences du directoire de la société Livonia Privatization IF, et du comité de management du fonds Fondijuhtide AS, qui gère les actifs du fonds de privatisation SEIF.

### Éléments personnels
Andrus Ansip est marié avec Anu Ansip, le couple ayant trois enfants. Il parle estonien, russe et anglais couramment, et un peu l'allemand. Il est aussi un grand amateur de ski de fond.

### Vie politique
Maire de Tartu de 1998 à 2004, et membre du Parti de la réforme (ER), il ne fait une percée en politique nationale que le 13 septembre 2004, lorsqu'il est nommé ministre des Affaires économiques et des Communications dans le gouvernement de Juhan Parts.
La même année, à la suite de la nomination de Siim Kallas à la Commission européenne, il est élu chef de son parti.

#### Premier ministre
Le 24 mars 2005, Parts est victime d'une motion de défiance du Riigikogu et démissionne. Une semaine plus tard, Andrus Ansip est nommé Premier ministre par le président Arnold Rüütel et constitue alors une coalition avec le Parti du centre (EK) et l'Union du peuple (ERL), qui compte 52 sièges sur 101. Le 12 avril, il obtient la confiance de l'assemblée par 53 voix contre 40.
Lors de l'élection présidentielle d'août 2006, son parti soutient le député européen social-démocrate Toomas Hendrik Ilves, qui s'impose au quatrième tour de scrutin contre le président Rüütel.

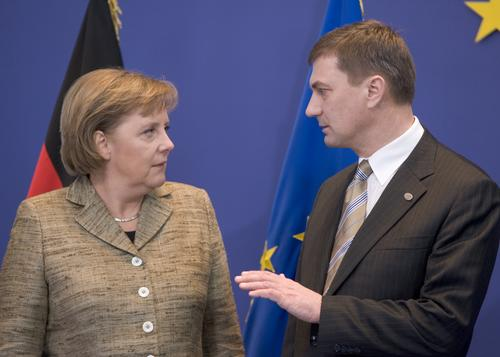
Andrus Ansip et la chancelière fédérale allemande, Angela Merkel, en 2007.

Candidat à un second mandat lors des législatives du 4 mars 2007, il fait du Parti de la réforme le premier parti du pays avec 31 sièges, soit 12 de plus qu'au précédent scrutin. Il décide toutefois de changer de coalition et s'allie avec l'Union de la patrie et Res Publica (IRL) et le Parti social-démocrate (SDE), qui compte 60 sièges. Son second cabinet est investi le 5 avril par les députés.
Andrus Ansip est à ce jour le seul Premier ministre estonien à s'être succédé à lui-même à l'issue d'élections législatives.
Le 21 mai 2009, le SDE, qui s'oppose aux coupes budgétaires dues à la crise économique mondiale, se retire de la coalition et ses trois ministres démissionnent. Devenu minoritaire avec 50 députés sur 101, Ansip trouve un accord avec son ancien partenaire de l'Union du peuple (ERL), qui ne participe toutefois pas au gouvernement. Au cours de cette même année, il fait adopter un important plan d'austérité budgétaire, comprenant une baisse de 10 % des traitements la fonction publique, une réduction salariale de 20 % pour les ministres, une hausse de la fiscalité sur la consommation et un gel des dépenses publiques.

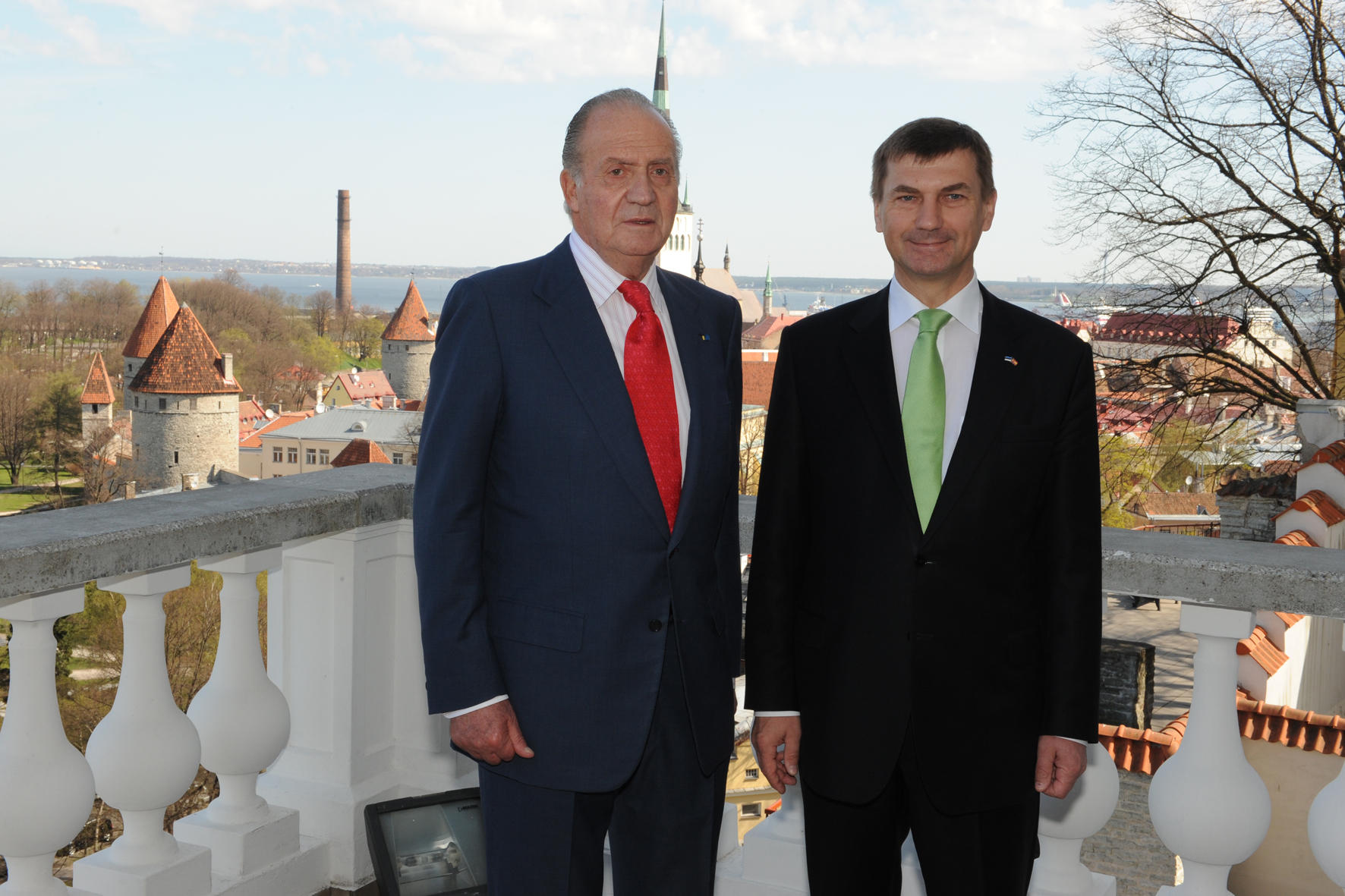
Andrus Ansip et le roi d'Espagne, Juan Carlos Ier, en 2009.

À partir du 1er janvier 2011, l'Estonie est appelée à devenir le dix-septième État membre de la zone euro, alors que le pays sort de la récession provoquée par la crise économique mondiale, un an après avoir rejoint l'Organisation de coopération et de développement économiques (OCDE).
Lors des élections législatives du 6 mars 2011, son parti se place pour la seconde fois consécutive en tête du scrutin avec 28,6 % des voix et 33 députés, progressant encore de deux sièges. Son partenaire de coalition recueille pour sa part 20,5 % des suffrages et 23 sièges, ce qui assure au gouvernement sortant une confortable majorité de 56 élus. Bien que les deux formations soient favorables au maintien de leur collaboration, il a affirmé que les négociations avec l'IRL seraient « difficiles ».
Il est reconduit une nouvelle fois dans ses fonctions par le président Toomas Hendrik Ilves le 5 avril 2011, quelques heures après avoir annoncé la démission de son équipe devant le Riigikogu, et forme alors son troisième gouvernement.

#### Démission
Le 23 février 2014, après avoir passé presque neuf ans au pouvoir, soit un record en Estonie et dans les Républiques baltes, il annonce qu'il remettra sa démission le 4 mars suivant. Dans un discours diffusé à l'occasion de la fête de l'indépendance, il rappelle ses déclarations de 2012, à savoir que « ce gouvernement restera le dernier que je dirigerai », expliquant que « La décision que j'ai prise il y a deux ans reposait sur ma conviction qu'il y avait un temps raisonnable pour tout dans la vie, que tout avait son début et sa fin (...) Cette décision n'a été prise sous la pression de personne ».
Cette démission serait justifiée par une baisse de popularité de sa coalition et sa volonté de devenir le prochain commissaire européen estonien. Dans un communiqué, le Parti de la réforme annonce que son successeur sera Siim Kallas, commissaire européen aux Transports et ancien Premier ministre. La démission est confirmée le 4 mars 2014. Huit jours plus tard, Kallas renonce à former le nouvel exécutif, et recommande que son parti s'associe avec le SDE plutôt que l'IRL pour la formation du prochain gouvernement. Les réformateurs investissent alors le benjamin du cabinet et ministre des Affaires sociales Taavi Rõivas comme nouveau formateur.

### Commissaire européen
Commissaire européen au numérique, il défend différents dossiers tels que les frais d'itinérance au sein de l'Union européenne, le géoblocage ou la directive sur le droit d'auteur.

## Distinctions honorifiques
- Chevalier 3e Classe de l'ordre de l'Étoile blanche d'Estonie
- Grand officier de l'ordre des Trois Étoiles de Lettonie
- Officier de l'ordre national du Mérite de Malte
- Croix du mérite pro Merito Melitensi.